# Alfons Aragonski i Escobarski
Alfons Aragonski i Escobarski (šp. Alfonso (Alonso) de Aragón y Escobar) (Olmedo, Valladolid, 1417. – Linares, Jaén, 1485.) bio je španjolski plemić, grof Cortesa i Ribagorze te vojvoda Villahermose.
Njegov otac je bio kralj Aragonije Ivan II. Alfons je rođen prije negoli je njegov otac došao na prijestolje, a rodila ga je Ivanova priležnica, Leonora de Escobar.
Polubrat mu je bio kralj Ferdinand II. Katolički, suprug kraljice Izabele I.

## Djeca
1477. Alfons se oženio gospom Leonorom de Sotomayor y Portugal. Ona je bila kći Izabele Portugalske i njezina supruga, Ivana de Sotomayora.
Alfonsova djeca s Leonorom:
- Ferdinand (1478. – 1481.), nazvan po polustricu
- Alfons de Aragón y de Sotomayor (vojvoda)
- Marija de Aragón y de Sotomayor (Zaragoza, 1485. – Piombino, 1513.)

Alfons je imao nekoliko ljubavnica. Sa ženom znanom kao María Junquers, dobio je kćer Leonoru i sina Ivana, dok mu je Židovka Estenga Conejo (María Sánchez Cornejo nakon što se preobratila na katoličanstvo) rodila biskupa Alonsa, redovnicu Catalinu i plemića Fernanda.
Elvira Maldonado je Alfonsu rodila opata Enriquea.